# Georg Friedrich von Tempelhoff
Georg Friedrich von Tempelhoff (Señorío Trampe cerca de Eberswalde; 19 de marzo de 1737-Berlín; 13 de julio de 1807) fue un táctico militar, matemático y escritor alemán.
«Revela Tempelhoff a Federico del cargo que le hace Lloyd por no haber situado su caballería en el centro de su ejército en la batalla de Lowositz, exponiendo que la solidez de una línea es la íntima unión de todas sus partes.»

## Biografía
Georg Friedrich Tempelhoff nació en Trampe el 19 de marzo de 1737, hizo sus primeros estudios con su padre y más tarde fue a las universidades de Fráncfort del Óder y Halle donde realizó con éxito el estudio de las matemáticas, y su deleite por la  carrera de las armas, él se enrola en un regimiento de infantería y deviene cabo, y con este grado ejecuta la campaña de Bohemia de 1757.
Luego, Tempelhoff entra en el cuerpo de artillería y se distingue en la batalla de Breslau, batalla de  Leuthen, batalla de Torgau y en los sitios de Breslau, Olmutz, Dresde y de Schweidnitz, y al fin de la segunda campaña asciende al grado de teniente, incorporando a su vida conocimientos militares teórico y prácticos.
Después de la paz de 1763, retorna a su vida académica y estudia en Berlín donde se relaciona con Euler, Lambert, Sulzer. Lagrange y otros autores y publica diversos escritos, entre ellos,  sobre eclipses y  sobre la artillería de Prusia aplicando las matemáticas a sus conocimientos prácticos que había adquirido como artillero, llevando la ciencia de los proyectiles a principios ciertos, y reunió y puso en orden las maniobras y operaciones militares de Federico II el Grande que había inventado en gran parte que había efectuado en el ejército prusiano, solicitándole permiso para editar un libro de elementos de táctica militar.
Tras la guerra de sucesión de Baviera, Federico II mantuvo una larga entrevista con Tempelhoff y le cogió estima, le encarga instruir a sus mejores oficiales de infantería y de caballería, dentro de la inspección de Berlín y la Marche, y en 1782 le nombra Mayor y Comandante de un cuerpo de artillería y el 20 de marzo de 1784 recibe las letras de nobleza.
Cuando Federico II de Prusia sube al trono, Tempelhoff instruye a dos de sus hijos en matemáticas y estrategia militar y fue nombrado teniente-coronel y miembro de la Academia Prusiana de las Ciencias, y propone una nueva manera de construir con menor coste carros de municiones, fáciles de conducir y de hacer más rápida la marcha del ejército: «El general Tempelhoff demuestra  que entre un exército y sus almacenes  principales solo debe mediar una distancia tal  que los carruages de víveres pueden proveerles en tres día harina fresca  para el amasijo, y que los carros de provisiones solo tarden seis día en ida y vuelta».
En 1790 como la guerra entre Prusia y Austria parece inevitable, Tempelhoff fue enviado al ejército del duque de Brunswick en Silesia, y llegando a Breslau halla un escrito del rey que le nombra coronel, y en 1791 cuando estalla la guerra con Rusia, comienzan las hostilidades en el sitio de Riga, que Tempelhoff debía dirigir, mas los desacuerdos empezaron a mejorar, y el rey deseando crear una academia particular de artillería, fue Tempelhoff de diseñar un plan y fue elegido como director, y en la campaña que se abrió contra Francia fue comandante de toda la artillería y dirigió el ataque de Longwy y en 1795 jefe del regimiento de esta arma.
En 1802 recibe la Orden del Águila Roja del rey Federico Guillermo III de Prusia y le nombra teniente general y educador de dos jóvenes príncipes sus hermanos y murió el 13 de julio de 1807 en Berlín, y dejó otras obras como las siguientes: geometría para el soldado, arte de la guerra explicado con ejemplos, y la Guerra de los Siete Años: Siempre será Federico en la Historia que escribió de su tiempo, en sus instrucciones y campañas,  y acciones que escribieron, Lloyd en sus memorias militares, Tempelhoff y Thielcke en la historia de la guerra de siete años, y Schuettau en la severa crítica de la campaña de Bohemia, el maestro e ilustrador del sistema de guerra moderno.
El teniente-coronel de España Francisco Xavier Cabanés, ayudante mayor de la real guardia valona  y oficial del Estado Mayor en el ejército de Cataluña, sacó principios militares de Tempelhoff y otros autores para elaborar su obra <<Historia de las operaciones del ejército de Cataluña en la guerra de la usurpación>>, Tarragona, 1815: Convencido de esta verdad me he propuesto publicar esta obra solamente con las relaciones oficiales de ambos exércitos, sino también acompañada de varias observaciones  que me ha hecho hacer mi afecto a mi profesión,  de varios planos y estados Texto en  que me ha proporcionado mi destino en el estado mayor, y sobre todo de varias máximas militares que he sacado de Guibert, Lloyd, Tempelhoff, Jomini, Dumás, y Gay de Vernon.

## Obras
- Gendaken über die Temperatur des Herrn Kirnberger, Decker, 1775.
- Essai sur la solution du probleme determiner l'orbite de la comete par trois observations, 1780
- Geschite des Siebenjährigen Krieges..., 1783.
- Le général prusssien, Berlín, 1783-1784.
- Geometrie fur soldaten, Berlín, 1790.
- Artillerie-Wissenschaft..., Zerbst, 1808.
- Die Kriegskunst durch Breispiele.., Zebst, 1808.
- Feldzüge 1756 und 1757, 1986.
- En alemán: Historia de la Guerra de los Siete Años en Alemania